# Vdovuška
 Vdovuška (in russo Вдовушка?; in italiano significa "vedova") è un'isoletta russa che si trova nella baia del Tauj (Тауйская губа), nel Mare di Ochotsk, nell'Estremo Oriente russo. Appartiene, alla città di Magadan. Il suo nome deriva da una leggenda locale.

## Geografia
L'isola si trova a sud-est di Magadan, all'interno della piccola baia Vesëlaja (бухта Весёлая). È un'isola sabbiosa formatasi 5—6 000 anni fa, come le altre due isole della baia del Tauj: Šelikan e Umara, con la bassa marea è raggiungibile a piedi dalla costa. Su un'area di 0,04 m² presenta ben 58 specie vegetali diverse, soprattutto mirtilli rossi.